# Parque Solar Nova Olinda
O Parque Solar Nova Olinda é uma usina solar com capacidade instalada de 292 MW, localizado em Ribeira do Piauí.

## Capacidade energética
Nova Olinda possui 930 mil painéis solares espalhados por 690 hectares (área equivalente a 700 campos de futebol) em pleno semiárido piauiense, ao custo do investimento de US$ 300 milhões, gerando energia suficiente para abastecer 300 mil residências, em operação desde dezembro de 2017.
Os painéis se movem acompanhando o movimento solar (como se fossem girassóis) e captam a irradiação solar, que é transformada em energia. Esta, então, é levada por cabos subterrâneos a uma subestação no próprio parque e, de lá, segue por 47 km de linhas de transmissão até uma subestação da Chesf, onde é lançada no sistema interligado.
Estima-se que o novo parque solar pode evitar a emissão de aproximadamente 350 mil toneladas de CO2 na atmosfera.

## Propriedade
Em Janeiro de 2019, a empresa chinesa CGN Energy International Holdings comprou integralmente os ativos do Parque Solar Nova Olinda da italiana Enel Green Power, em uma transação que também envolvia a compra de outra usina solar da Enel Green Power, Complexo Solar Lapa, na Bahia.